# 小行星185364
小行星185364（185364 Sunweihsin），臨時編號2006 VQ103，是一顆位於小行星帶的小行星。由鹿林天文台於2006年11月12日發現。
該小行星以命名時擔任國立自然科學博物館館長，並以天文學普及教育與傳播聞名的台灣天文學家孫維新命名。